# Michaël I de Grote
Michaël de Grote (Syrisch: ܡܪܝ ܡܝܟܐܝܠ ܪܒܐ , Mor Michaël Rabo, (of Michaël de Syriër) (Malatya, 1126 - aldaar, 1199) was een Syrisch-orthodoxe patriarch van 1166 tot 1199. Hij is vooral bekend als de auteur van het grootste middeleeuws Kroniek dat hij in het Syrisch schreef. Vele van zijn andere werken hebben de eeuwen ook overleefd.

## Leven
Hij werd geboren ca. het jaar 1126 in Malatya, Turkije als de zoon van Elias Qindasi. Hij groeide op in een christelijke omgeving waarbij veel van zijn familieleden geestelijken waren. Zo was zijn vader Elias een priester. Zijn oom Gregorius Jacob was catholicos, een andere oom Athanasius Zakka was aartsbisschop en de latere Syrisch-orthodoxe patriarch Michaël III Yeshu was zijn neef. 
In 1166 werd Michaël gewijd tot patriarch. Tijdens zijn periode als patriarch, wijdde hij één catholicos en 54 bisschoppen. In 1180 riep Michaël een Synode bijeen, waar hij Theodorus Bar Wahbun, de patriarchaal secretaris van Michaël, excommuniceerde. Reden hiervoor was dat Bar Wahbun rebelleerde tegen patriarch Michaël en zich liet wijden tot "anti-patriarch" door vier reeds geëxcomuniceerde bisschoppen. 
Michaël de Grote stierf op 7 november 1199.

## Kroniek
Zijn meest bekende werk, de Kroniek, beschrijft het Bijbelse scheppingsverhaal tot en met zijn eigen tijd. Dit werk is tevens een bron van vele andere documenten geweest. Michaël maakte gebruik van reeds bestaande kerkelijke bronnen die thans verloren zijn gegaan. Het bevat een versie van de zogeheten Testimonium Flavianum. Dit werk werd geschreven in 1598 en is bewaard gebleven in een manuscript dat in het Syrische Serto handschrift geschreven is. Deze manuscript wordt heden in een kluis in een kerk in Aleppo bewaard en wordt niet beschikbaar gesteld aan universiteiten. De Franse geleerde JB Chabot wist echter aan een handgeschreven kopie te komen en publiceerde deze met een Franse vertaling.
Ook een verkorte Armeense vertaling bestaat, waarvan Victor Langlois deze naar het Frans vertaalde in 1868. Dit betrof echter alleen het voorwoord van het werk. Een Garshuni (Arabisch geschreven in het Syrisch) versie is tevens bewaard gebleven. Deze wordt bewaard in het British Library ms. Orient 4402.

## Bijzonderheden
Zijn werk is gebruikt door NASA wetenschappers vanwege zijn meldingen van klimatologische veranderingen, waarvan nu bekend is dat zij gekoppeld worden aan vulkanische uitbarstingen. Michaël stelt vast dat in 536 na Chr.:
"De zon werd donker en de duisternis duurde 18 maanden. Zij scheen dagelijks ongeveer vier uur en dit licht was slechts een zwakke schaduw. Iedereen verklaarde dat de zon nooit meer tot haar volle licht zou herstellen. De vruchten rijpten niet en de wijn smaakte naar zure druiven."